# Diastylis gayi
Diastylis gayi is een zeekommasoort uit de familie van de Diastylidae. De wetenschappelijke naam van de soort is voor het eerst geldig gepubliceerd in 1849 door Nicolet.